# Bathophilus nigerrimus
Il batofilo nero (Bathophilus nigerrimus) è un pesce abissale della famiglia Stomiidae.

## Distribuzione e habitat
È presente nell'Oceano Atlantico e nel mar Mediterraneo. Nei mari italiani è molto raro; è stato catturato nello Stretto di Messina e nei pressi dell'isola di Montecristo.

Vive in acque profonde, di solito si ritrova sui 500 m di profondità ma è stato pescato anche in superficie. Ha abitudini pelagiche di profondità.

## Descrizione
Questo pesce ha un aspetto che può essere definito solo come mostruoso. Ha una sagoma piuttosto tozza ed a sezione quasi cilindrica. La bocca è grandissima e fornita di lunghi denti acuminati disposti anche sul palato e sulla lingua mentre gli occhi sono piccoli. Sotto il mento c'è un barbiglio sottile lungo circa il doppio del corpo (non visibile nell'immagine). La pinna dorsale e la pinna anale sono ampie, opposte ed inserite molto indietro. La pinna caudale è biloba e piuttosto piccola. Le pinne pettorali sono grandi ed i loro raggi sono in gran parte liberi, alcuni terminano con un fotoforo. Le pinne ventrali sono grandi e curiosamente inserite al centro del corpo, equidistanti da dorso e ventre. Numerosi piccoli fotofori sono allineati sul ventre ed altri sono sparsi su tutto il corpo; uno più grande è posto tra l'occhio e la mandibola. Quando è vivo l'intero l'animale brilla di una diffusa, debole luce.

Il colore è nero volaceo oscuro, talvolta tendente al marrone.

Raggiunge i 12 cm.

## Alimentazione
Si ciba di pesci (soprattutto pesci lanterna) ed è molto vorace.

## Riproduzione
La riproduzione avviene in primavera con la deposizione di uova pelagiche. Le larve sono molto diverse dagli adulti, hanno pinne molto ampie e sono trasparenti.

## Pesca
Rarissima e del tutto occasionale, soprattutto con retini da plancton.